# Syneches duplex
Syneches duplex är en tvåvingeart som beskrevs av Axel Leonard Melander 1927. Syneches duplex ingår i släktet Syneches och familjen puckeldansflugor. Inga underarter finns listade i Catalogue of Life.